# روبرت سولو
روبرت سولو (بالإنجليزية: Robert M. Solow) هو عالم اقتصاد أمريكي، وُلد في بروكلين في نيويورك في 23 أغسطس 1924 وهو أحد الحائزين على جائزة نوبل للاقتصاد.

## نشأته
كان والده من أبناء المهاجرين وكان روبرت مجتهداً في دراسته منذ البداية ولكن ليس بالشكل المطلوب حتى السنة الأخيرة في المدرسة الثانوية ثم تاثر بأحد المعلمين الذين تركوا أثراً عميقاً فيه وفاز بمنحة دراسية لجامعة هارفرد في سبتمبر 1940.

## دراسته وعمله
درس علي يد علماء مشهورين، ففي علم الاجتماع درس علي يد تالكوت بارسونز ودرس الإنسانيات علي يد كلايد كليسخون وفي عام 1942 ترك الجامعة وانضم إلى الجيش الأمريكي وعمل في شمال إفريقيا وصقلية حتى نهاية الحرب في إيطاليا ثم عمل في معهد ماساتشوستس للتكنولوجيا (مع جيمس توبين كيرميت وآرثر غوردن أركون)، في قسم الاقتصاد في معهد ماساتشوستس للتكنولوجيا.
لدى عودته إلى هارفارد عام 1945 والتقى مع يونتيف وعمل بتدريس الإحصاء في جامعة هارفارد، وفي عامي 1949-1950، قضي سنوات الزمالة في جامعة كولومبيا، وكانت الأطروحة بعنوان "محاولة استكشافية لنموذج تغييرات في حجم توزيع الدخل من الأجور باستخدام التفاعل يفصل بحد أو خط عمليات التوظيف والبطالة ومعدلات الأجور"وقد منحت الدراسة جائزة في هارفارد التي تقدم في شكل نشر كتاب، ثم أصبح استاذاً مساعداً في قسم الاقتصاد في معهد ماساتشوستس للتكنولوجيا في مجال الإحصاء والاقتصاد القياسي مع بول سامويلسون، ومن ثم عمل في جامعة ماساتشوستس في عام 1987. وتقاعد في عام 1995 وقد شارك أيضا في العديد من الدراسات التي اجريت في معهد ماكينزي العالمي ودرس الاقتصاد الأمريكي خلال السنوات 1995-2000. وأدى ذلك إلى كتاب «هدر التسعينات».

## روابط خارجية
- روبرت سولو على موقع IMDb (الإنجليزية)
- روبرت سولو على موقع الموسوعة البريطانية (الإنجليزية)
- روبرت سولو على موقع مونزينجر (الألمانية)
- روبرت سولو على موقع إن إن دي بي (الإنجليزية)